# Old Kentish Sign Language
Die Old Kentish Sign Language (OKSL, Alt-Kentische Gebärdensprache) war eine kleine örtliche Gebärdensprache im 17. Jahrhundert in Kent (Vereinigtes Königreich). Damit ist sie mit den Britischen Gebärdensprachen verwandt.
Laut Peter Webster Jackson (2001) könnte OKSL die Gebärdensprache eines gehörlosen Jungen gewesen sein, den der englische Schriftsteller Samuel Pepys in seinen Tagebüchern beschrieben hat.
Am 9. November 1666 aß Pepys gerade mit seinem Freund Sir George Downing zu Mittag, als ein gehörloser Diener ein Gespräch mit Gebärdensprache mit seinem Herrn führte. Er sprach unter anderem vom Great Fire of London. Downing war nahe Maidstone in Kent zur Schule gegangen, wo er in einer Gesellschaft mit weit verbreiteter angeborener Taubheit lebte. Deshalb beherrschten auch die Hörenden die dortige Gebärdensprache.
Da Siedler der Martha's Vineyard-Inseln Tisbury und Chilmark in Massachusetts aus dem Kentish Weald einwanderten, spekulierte Nora Groce (1985), dass die OKSL der Ursprung der Martha's Vineyard Sign Language (MVSL) sein könnte. Die MVSL ist wiederum zusammen mit der Französischen Gebärdensprache der Ursprung der American Sign Language (ASL).
Andere Wissenschaftler widersprachen der Behauptung, da keine Gehörlosen Teil dieser ursprünglichen Migration aus Kent waren und nichts über diese Gebärdensprache in Kent bekannt ist.